# Zion (álbum de Hillsong United)
Zion es el tercer álbum de estudio de la australiana banda cristiana contemporánea y de rock alternativo Hillsong United. La producción del álbum comenzó en marzo de 2011 en Sídney, Australia. El álbum fue lanzado el 22 de febrero de 2013 en Australia y el 26 de febrero de ese mismo año internacionalmente. El álbum se encuentra disponible en dos versiones, "Estándar", "Deluxe edition (CD + DVD)" y en descargas digitales.

## Lista de canciones
- 01 Relentless
- 02 Up in arms
- 03 Scandal of grace
- 04 Oceans (Where Feet May Fail)
- 05 Stay and wait
- 06 Mercy mercy
- 07 Love is war
- 08 Nothing like your love
- 09 Zion (Interlude)
- 10 Hearbeats
- 11 A million Suns
- 12 Tapestry
- 13 King of heaven

Deluxe edition
- 14 Arise
- 15 Mountain
- 16 Mercy mercy (Reloaded)
- 17 Oceans (Where feet may fail) (Reloaded)
- 18 Stay and wait (Reloaded)

De este álbum lanzaron 4 videos musicales, los cuales se iban desbloqueando desde la página oficial cuando cada video llegaba a cierto número de visitas.
- 01 Heartbeats (Desbloqueado a 100,000 visitas)
- 02 Love is war (Desbloqueado a 500,000 visitas)
- 03 Relentless (Desbloqueado a 750,000 visitas)
- 04 Oceans (Where feet may fail) (Desbloqueado a 1,000,000 de visitas)

- Datos: Q8072485